# Gustav von Vaerst
Gustav Fritz Julius von Vaerst (Meiningen, 19 aprile 1894 – Stockheim, 10 ottobre 1975) è stato un generale tedesco della Wehrmacht durante la seconda guerra mondiale; venne decorato con la Croce di Cavaliere della Croce di Ferro.

## Biografia

### I primi anni
Vaerst proveniva da una nobile famiglia della Westfalia. Egli era figlio del professore universitario Gustav von Vaerst e di sua moglie, Emmeline von Hack. Dal 1903 al 1908 ricevette dapprima la sua istruzione scolastica a Meiningen, dove frequentò il ginnasio Bernhardinum sino al 1907 per poi passare al Realgymnasium sino al luglio del 1908. Si trasferì quindi all'università di Monaco dove si laureò nel luglio del 1912. Il 15 luglio 1912 decise di intraprendere la carriera militare entrando a far parte del reggimento di ussari del langravio Federico II d'Assia-Homburg (2° corazzieri) n.14 come portabandiera. Il 18 febbraio 1914, venne promosso tenente con brevetto retroattivo al 18 febbraio 1912.

### La prima guerra mondiale
Durante la prima guerra mondiale, Vaerst venne schierato su diversi teatri di guerra in Francia, Belgio, Russia e Romania a partire dal 3 agosto 1914. Prestò servizio nella 22ª brigata di cavalleria come comandante di plotone, poi come capo squadra e dal 1916 come comandante. Venne promosso tenente nel 1917. Nel 1918 tornò in patria e si unì al Freikorp Hessisch-Waldeck dopo la fine del conflitto nel 1919, a seguito del quale si portò in Slesia come comandante del 2º squadrone di cavalleria.

### Tra le due guerre
Con l'istituzione del Reichswehr, venne trasferito al 16º reggimento di cavalleria dal novembre del 1919. Dal 1921 al 1922 ricevette un nuovo addestramento e venne promosso capitano nel 1924. Dal 1922 al 1930 Vaerst prestò servizio in varie unità del Reichswehr. Nel 1930 venne trasferito nello staff della 1ª divisione di cavalleria a Francoforte sull'Oder come primo ufficiale dello stato maggiore locale. Dopo la presa di potere del partito nazista, venne nominato comandante della scuola di cavalleria di Hannover nella primavera del 1933 e in seguito della scuola di guerra della medesima città. Il 1º febbraio 1934, venne promosso maggiore e trasferito a Meiningen all'inizio del 1935 come comandante di un battaglione del 2º reggimento fucilieri della 2ª divisione panzer. Nell'agosto del 1936 venne promosso tenente colonnello. Dopo l'annessione dell'Austria nel 1938, la 2ª divisione panzer venne trasferita stabilmente a Vienna. Vaerst fu nominato comandante del 2º reggimento fucilieri il 20 gennaio 1938 e promosso infine colonnello dal 1º marzo 1939.

### La seconda guerra mondiale
All'inizio della seconda guerra mondiale, Vaerst divenne comandante della 2ª brigata fucilieri della 2ª divisione panzer, brigata con cui prese parte nel 1939 alla campagna in Polonia e poi nel 1940 in quella in Francia. Il 30 luglio 1940, venne ricompensato con la croce da cavaliere dell'Ordine della Croce di Ferro per la presa di Boulogne. Nuovamente con la sua brigata, Vaerst prese parte alla campagna contro la Jugoslavia e la Grecia nel 1941 e risultò una figura determinante nella presa di Salonicco e la cattura delle restanti forze armate greche che ivi si erano rifugiate. Il 1º giugno 1941, Vaerst venne sostituito come comandante delle truppe e nominato vice comandante della scuola di cavalleria di Krampnitz vicino a Potsdam. Il 1º settembre 1941 venne nominato maggiore generale .
Dopo la morte del comandante della 15ª Panzer Division, il maggiore generale Walter Neumann-Silkow, avvenuta nel dicembre del 1941 in Nord Africa, Vaerst venne chiamato a succedergli come nuovo comandante della divisione e venne quindi inviato in Libia, dove giunse il 17 dicembre 1941. Condusse contro le forze alleate diverse battaglie che gli valsero anche una ferita il 28 maggio 1942 a Got el Ualeb. Dopo la sua guarigione, Vaerst tornò al fronte come comandante della sua divisione nell'agosto 1942. Durante l'offensiva italo-tedesca nella battaglia di El Alamein il comandante generale dell'Afrikakorps, il generale Walther Nehring, rimase gravemente ferito e pertanto egli venne chiamato a sostituirlo per alcuni giorni. Dopo che il generale Wilhelm Ritter von Thoma venne nominato comandante generale dell'Afrikakorps, Vaerst venne ripristinato al comando della sua divisione. Con l'inizio dell'offensiva britannica il 23 ottobre 1942, guidò il ritiro delle truppe tedesche e italiane.
Alla fine di novembre del 1942 Vaerst si ammalò gravemente e dovette essere riportato in Germania. Il 1º dicembre 1942 venne promosso tenente generale e nel marzo del 1943 divenne generale delle truppe corazzate. Dopo la sua guarigione, Vaerst tornò quindi al comando della 5ª Panzer Armee che si era spostata ora in Tunisia. Sebbene fosse consapevole della situazione disperata in cui vessava l'esercito tedesco, accettò di combattere contro le truppe alleate sino all'ultimo, ritirandosi col resto dei suoi uomini verso la costa tunisina sino alla resa definitiva il 9 maggio 1943 presso Porto Farina, non lontano da Biserta. Vaerst venne fatto prigioniero e trasferito dapprima negli Stati Uniti e poi nel Regno Unito.
Nel 1947 Vaerst venne rilasciato e si portò nuovamente in Germania ove venne pensionato e dove raggiunse il resto della sua famiglia in Bassa Franconia, a Stockheim. Si impegnò nel sociale e divenne uno dei fondatori della croce rossa di Stockheim. Morì nel 1975.